# Conception de produit
 (octobre 2020).
Si vous disposez d'ouvrages ou d'articles de référence ou si vous connaissez des sites web de qualité traitant du thème abordé ici, merci de compléter l'article en donnant les références utiles à sa vérifiabilité et en les liant à la section « Notes et références ».
La conception de produit est le processus permettant de matérialiser des concepts, de concrétiser des objets, des biens, des équipements, ou de créer des services, des techniques, voire des systèmes complexes, différents de ceux existants, et qui proposent des réponses en adéquation avec des besoins collectifs ou particuliers, afin d'apporter un bénéfice aux usagers.
La conception de produit est le déroulement intellectuel d'un individu ou d'une équipe (issu d'un projet, d'une intention) mettant en œuvre des méthodes génériques (en référence à des procédures normalisées) ou connaissances empiriques (en référence à une démarche novatrice), associant des compétences acquises (relatives à des contraintes techniques et physiques) et facultés d'adaptation (relatives à des choix logiques et contextuels), et faisant intervenir directement ou prendre en considération divers métiers ou spécialités (marketing, design, recherche et développement, ingénierie, méthode, industrialisation, commercialisation, recyclage).
Ce processus convoque des aptitudes de synthèse (ordonnancement, anticipation) et de gestion (planification, projection), permettant de considérer chacune des étapes et décisions successives (validations intermédiaires : temps consacré, management équipe/projet) et d'optimiser tous les paramètres et solutions nécessaires (cahier des charges : contraintes de marketing et design, de faisabilité et production, de coûts et rentabilité, de distribution et recyclage), composant parfois avec des impasses ponctuelles (aléas) ou issues innovantes (créativité), pour finalement obtenir un résultat juste, au plus près des objectifs et critères initiaux.
Dans le domaine industriel, la conception de produit consiste à identifier, évaluer, inventer, développer, prototyper, tester, améliorer un bien ou service nouveau ou alternatif, pour permettre de le produire en série à grande échelle, de le commercialiser sur un marché spécifique (le temps nécessaire pour ce processus étant appelé time to market).
Historiquement, le processus de conception de produit a pris des formes différentes, selon le degré d’innovation des objets et selon les organisations et les stratégies marketing des firmes qui les ont développées, jusqu'à l'avènement de la conception assistée par ordinateur et du prototypage rapide (impression 3D) pour les objets physiques tangibles, des méthodes agiles de gestion de projet pour les produits numériques, et des services de recherche et développement (R&D) internes aux entreprises.
De nombreuses recherches (empiriques et théoriques) portent sur l’histoire des activités de conception ; des travaux sur la conception de produit distinguent généralement deux régimes de conception : la conception réglée et la conception innovante.

## Historique des théories de la conception
Les premières théories de la conception se développent surtout dans le domaine de l’architecture : le traité de Vitruve De architectura peut être considéré comme l'une des premières définitions connues de l’activité de conception. C’est avec le développement, plus tard, des métiers d'ingénieurs, puis de designers, que les activités de conception se professionnalisent et s’organisent dans des professions différentes.
La notion de conception provient de la spécialisation des tâches : en Europe, jusqu'à la Renaissance, les produits étaient conçus et réalisés par la même personne, artisan, qui se contentait essentiellement de reproduire les mêmes gestes et méthodes que son père. Avec la révolution industrielle vient l'organisation dite « scientifique » du travail, et notamment la séparation des rôles de conception et d'exécution. On a donc trois niveaux d'action dans l'élaboration d'un produit manufacturé : le bureau d'étude, chargé de la conception du produit, le bureau des méthodes et les agents de maîtrise, chargé de la mise en œuvre de la conception, et l'atelier, chargé de la fabrication.

### Traditions et méthodes de la conception réglée
Le début du XIXe siècle peut être considéré comme un tournant avec les premiers bureaux d’études de machine à vapeur. L’Angleterre est le théâtre de la première révolution industrielle qui concentre l’émergence de nombreux secteurs industriels : filatures mécanisées, machines à vapeur, machines-outils, chemins de fer, bateaux à vapeur, etc.
Dès le milieu du XIXe siècle, la France et l’Allemagne cherchent simultanément des moyens de rattrapage de l’essor industriel anglais. En France, les savants misent sur les développements conceptuels visant à établir une science des machines (sciences de la mécanique, cinématique, résistance des matériaux, thermique, hydraulique, etc.) et sur un enseignement de haut niveau (grandes écoles d’ingénieurs). En Allemagne, l’idée promue par Redtenbacher est celle d’une conception étagée reposant sur des « recettes » de conception, condensant le savoir scientifique nécessaire. Son livre contient un ensemble de recettes de conception à destination des techniciens permettant de concevoir différents types de machines suivant leurs besoins. Toutefois la conception réglée paramétrique est fortement dépendante des évolutions technologiques qui peuvent rendre les recettes obsolètes.
Dans la première moitié du XIXe siècle, on voit se développer de grands bureaux d’étude et des bureaux des méthodes. Les premiers sont chargés de penser puis de dessiner les produits et pièces à produire, les seconds s'intéressent aux gammes de fabrication, d'assemblage et de contrôle.
Parmi les premiers grands bureaux d’étude créés à cette période, on pourra citer les entreprises Baldwin Locomotives Works à Philadelphie (locomotives), Bateman et Sherratt à Salford (manufacture textile), Peel, Williams and Co (roues et moteurs) ou Fairbairn (construction métallique) à Manchester. Ce type d’organisation apparaît également en Allemagne à la même période dans des entreprises comme AEG ou Siemens, combinant l’utilisation de composants standard et un progrès régulier dans les performances que ces machines permettent d’atteindre.

### La systématique allemande
De façon concourante à l'apparition des bureaux d'études et des bureaux des méthodes, apparaît progressivement une division de la conception en quatre temps principaux, qui sera synthétisée pour la première fois par 2 professeurs allemands Gerhard Pahl et Wolfgang Beitz en 1977 dans leur ouvrage Konstruktionslehre et connue sous le nom de Systematic Design (conception systématique). Elle décrit l'acte de conception — dans la définition de l'objet technique — par les étapes successives suivantes :
1. Phase de définition fonctionnelle : permettant de préciser les fonctionnalités que doit remplir l'objet ainsi que la modélisation fonctionnelle du besoin ;
2. Phase de définition conceptuelle : permettant de préciser quels principes physiques vont être utilisés pour remplir les exigences fonctionnelles ;
3. Phase de définition physico-morphologique : permettant de préciser quels éléments physiques et organiques sont requis pour réaliser les principes physiques retenus ;
4. Phase de définition détaillée : permettant de décrire au niveau le plus bas les interactions entre les pièces et leur mode de production.

Cette modélisation du processus de conception de produit est linéaire et chacune des phases permet la rédaction d'un cahier des charges spécifique pour la phase suivante. On constate de plus qu'il est aisé, pour des raisons historiques, d'associer une grande fonction de l'entreprise à chacune de ces phases : marketing, bureau d'étude, bureau des méthodes. Ce mode d'organisation se répand progressivement tout au long du XXe siècle pour devenir un modèle quasi-standard.

### Les systématiques récentes
Par rapport à cette formalisation historique, un des grands apports complémentaires a été proposé par Nam P. Suh, professeur au MIT en 1990 dans The Principles of Design, avec la théorie de l'Axiomatic Design. Celle-ci a pour but de qualifier la qualité d'une conception, sans pour autant remettre en question la forme décrite précédemment. Il introduit pour ce faire une matrice croisant les paramètres fonctionnels (Functional Requirements) et les paramètres de conception (Design Parameters). Celle-ci lui permet d'énoncer deux axiomes, celui d'indépendance et celui d'information :
- l'axiome d'indépendance se caractérise, dans la matrice évoquée précédemment, par une matrice diagonale (ou au pire triangulaire) ;
- l'axiome d'information postule qu'entre deux matrices diagonales, celle reflétant la meilleure conception est celle qui correspond à un système dont l’usage requiert l’information minimale à fournir à l’utilisateur (par exemple : réduire les réglages à faire par l’utilisateur).

L’approche de Suh propose un mode d’évaluation après coup de solutions particulières, mais elle ne constitue pas un modèle de l’activité de conception elle-même. Nam P. Suh fournit plutôt des critères de systèmes techniques idéaux, du point de vue du concepteur comme de l’utilisateur.
Avec l'arrivée de la conception assistée par ordinateur (CAO), des systèmes de gestion de données techniques (SGDT), des systèmes experts (SGBC) et des outils d'ingénierie assistée par ordinateur (IAO), la conception d'un même objet tend à se répartir dans le monde entier afin de réduire les cycles d'ingénierie et de mieux intégrer les partenaires dans le processus. Les systématiques récentes s’insèrent généralement dans une gestion de projet renforcée.

### Amélioration par petites touches japonaise
Le Japon a connu une modernisation accélérée à la fin du XIXe siècle (ère Meiji). Ayant subi une destruction massive par les bombardements de la Seconde Guerre mondiale, il a dû entièrement reconstruire son industrie. Cela a commencé par la copie d'objets créés aux États-Unis et en Europe, attitude « naturellement culturelle » puisque l'apprentissage de l'écriture des kanji se fait par de longues séances de recopiage et que les principaux arts s'apprennent par la répétition de kata[réf. nécessaire].
L'innovation est venue en modifiant, en améliorant par petites touches les produits existants. On peut citer par exemple l'invention de la radio à transistor par la future Sony : ils n'ont inventé ni la radio, ni le transistor, mais se sont contentés de remplacer une lampe par un transistor… Il est indéniable que de nos jours, le Japon est un des principaux acteurs de l'innovation.

## Modèles actuels

### Conception innovante
Les approches précédentes étaient adaptées à un monde où les innovations étaient encore rares et pouvaient se maintenir à l’intérieur des modèles de conception réglée. Or, les évolutions techniques accélérées, l'évolution des valeurs de la société (qui tendent de plus en plus vers l'écologie : développement durable, écoconception, gestion de l’énergie, etc.), les efforts d’accroissement des connaissances et l’explosion des activités de recherche favorisent aujourd’hui un régime d’innovation intensif. L’éco-conception consiste à intégrer la protection de l’environnement dès la conception des biens ou services. Elle a pour objectif de réduire les impacts environnementaux des produits tout au long de leur cycle de vie : extraction des matières premières, production, distribution, utilisation et fin de vie.
Dans ce régime, la linéarité des outils de conception réglée est remise en cause. Il n’est plus évident de spécifier les demandes fonctionnelles de l'objet à concevoir en l'absence d'objet préexistant ou en l'absence de client capable de formuler une demande (par exemple, magnétoscope à enregistrer les rêves). De nouvelles méthodes de conception voient alors le jour, comme le design sprint, une méthode visant à concevoir rapidement des produits et services innovants, généralisant à des industries variées une approche inspirée des méthodes agiles de l'industrie du web et des logiciels.

#### Hypothèses de la conception innovante
- H1 : La conception innovante suppose que l’objet à concevoir ne peut pas être défini de manière décidable au départ de la conception.
- H2 : Les connaissances nécessaires au travail de conception ne sont pas toutes disponibles au départ.

#### Propriétés de la conception innovante
- P1 : La conception innovante peut permettre de concevoir des familles de produits nouveaux.
- P2 : Son résultat peut prendre plusieurs formes (script, brevet, concept, produit…).
- P3 : La conception innovante renouvelle les compétences des entreprises, dans une logique de destruction créatrice de Joseph Schumpeter.
- P4 : Dans certains cas, la conception innovante constitue un véhicule d’apprentissage de technologies ou de caractéristiques d’un marché, les compétences acquises pouvant alors être mobilisées sur des produits plus connus.

#### Fondements théoriques de la conception innovante

##### Théorie C-K
La conception réglée repose avant tout sur une théorie de l’optimisation. En effet, la conception réglée travaille sur l’identité d’un objet connu au début du travail de conception. L’objectif du processus de conception est alors d’en spécifier les paramètres ou des propriétés. En revanche, la conception innovante opère sur une proposition indécidable. Il s’agit de spécifier non pas une demande de l'objet, mais plutôt un « projecteur » ou une notion projective. Jusqu’à des travaux récents, il n’existait pas de théorie de la conception innovante : ce travail de conception était le plus souvent renvoyé à la créativité.
La Théorie C-K (ou concept-knowledge theory) constitue la réponse théorique la plus complète pour fonder l’activité de conception innovante. Formalisée à la suite de travaux empiriques, elle a été esquissée par Armand Hatchuel,[réf. incomplète], puis consolidée et développée par des recherches ultérieures. Elle s’appuie sur la distinction entre deux espaces en expansion :
- un espace de connaissances - K (pour knowledge) défini comme un ensemble de propositions ayant toutes un statut logique ;
- un espace de concepts - C (pour concept) défini comme un ensemble de propositions indécidables, c’est-à-dire dépourvues de statut logique.

Le dualisme C-K est une condition de l’expansion des connaissances, mais l’espace des concepts s’étend aussi à mesure que s’étendent les connaissances. La théorie de la conception s’appuie sur des résultats des mathématiques modernes (théorie des ensembles) et offre de nouvelles perspectives formelles sur la connaissance, la créativité et l’apprentissage. Elle permet de comprendre et représenter le processus de conception, d’en évaluer les outils et de structurer le travail collectif.

##### TRIZ
La TRIZ est un acronyme russe qui signifie « théorie de résolution des problèmes d'inventivité ». Celle-ci a été initiée en 1946 par l'ingénieur russe Genrich Altshuller et une équipe de chercheurs s'est affiliée en 1971. TRIZ s'est fait reconnaître mondialement à partir de 1990. Elle part du constat que :
- tous les individus sont victimes d'inerties psychologiques ;
- tous les systèmes techniques suivent des lois d'évolution prédéterminées ;
- les concepts de solution se réitèrent dans les industries et dans les sciences ;
- la contradiction est la cause majeure d'un problème ;
- une résolution de problème dépend de conditions spécifiques d'une situation donnée.

Elle se compose de principes génériques et d'outils particuliers :
- les lois d'évolution (nombre : 9) ;
- les principes d'innovation (nombre : 40) ;
- les principes de résolution des contradictions physiques (nombre : 11) ;
- les solutions standard (nombre : 76) ;
- les paramètres génériques des problèmes (nombre : 39) ;
- l'équation de l'idéalité ;
- la matrice de résolution des contradictions techniques ;
- l'algorithme de résolution des problèmes d'inventivité, ARIZ ;
- des outils complémentaires contre l'inertie psychologique (DTC, Multi-écrans, Hommes miniatures, 5 niveaux d'innovation...) ;
- l'analyse vépole des solutions standard ;
- le modèle systémique ;
- le modèle « Tong » (Triz-Otsm) ;
- etc.